# Đàn sếu (bài hát)

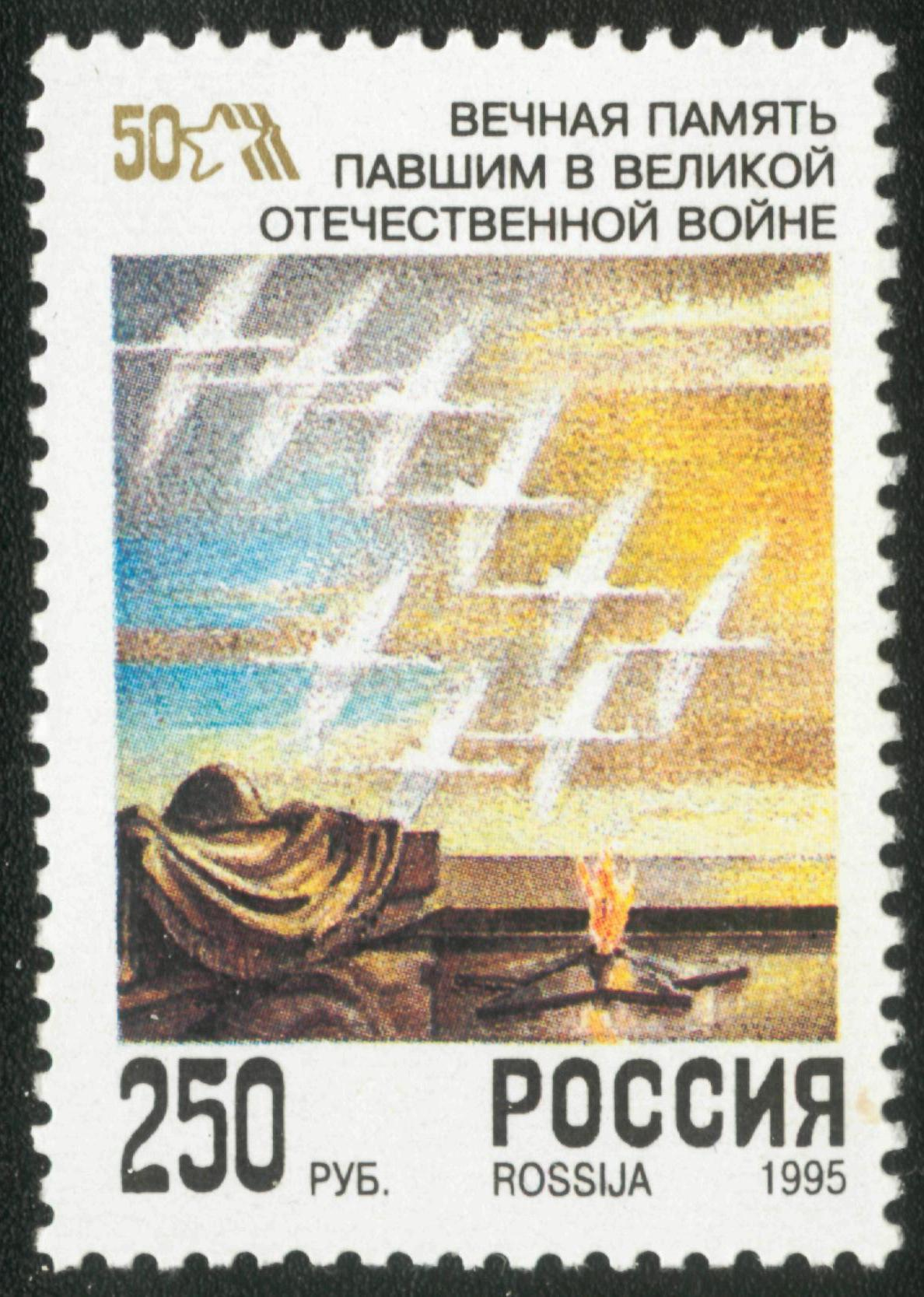
Đàn sếu trên tem kỷ niệm 50 chiến thắng

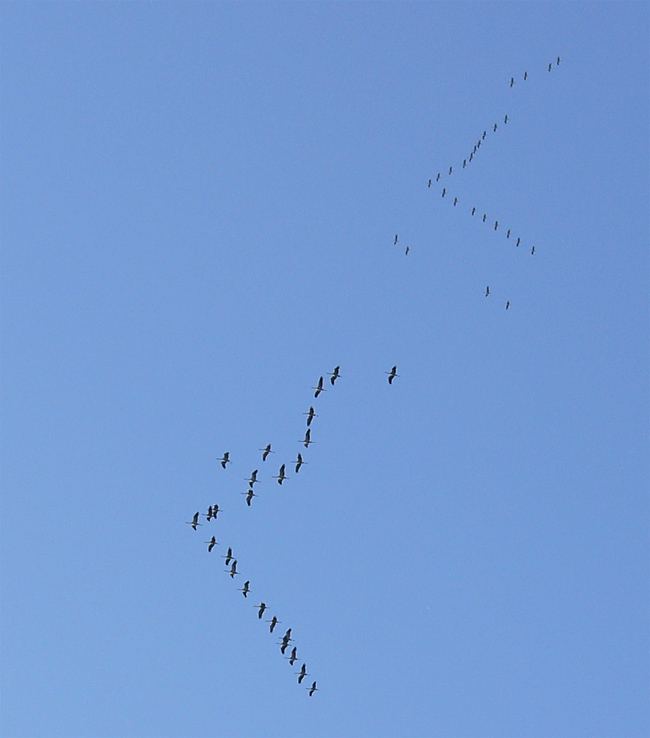
Đàn sếu

Đàn sếu (tiếng Nga: Журавли) – là một bài hát Nga nổi tiếng do nhạc sĩ Yan Abramovich Frenkel phổ thơ của Rasul Gamzatov qua bản dịch tiếng Nga của Naum Grebnyov. Bài hát này viết về những người lính hy sinh trong cuộc chiến tranh Vệ quốc vĩ đại.

## Lịch sử của bài hát
Nhà thơ Dagestan Rasul Gamzatov viết bài thơ "Đàn sếu" bằng tiếng Avar. Ý tưởng bài thơ về đàn sếu nảy sinh sau khi nhà thơ thăm công viên hòa bình ở Hiroshima có bức tượng của cô bé Sasaki Sadako, người trước khi chết vì phóng xạ nguyên tử, vẫn hy vọng rằng sẽ được sống nếu cô gấp đủ 1000 con sếu bằng giấy.
Mặt khác, hình tượng đàn sếu trong văn hóa Nga và văn hóa Avar cũng không hề xa lạ với văn hóa Nhật Bản. Rasul Gamzatov hồi tưởng rằng khi ngồi trên máy bay từ Nhật về Liên Xô ông đã nhớ về mẹ, về những người anh của mình và biết bao người thân đã hy sinh trong chiến tranh. "Có phải thế mà tiếng kêu đàn sếu/ Tự bao giờ giống với tiếng Avar" – Rasul viết như thế trong bài thơ "Đàn sếu".
Năm 1968 bài thơ "Đàn sếu" qua bản dịch của Naum Grebnyov in ở tạp chí "Thế giới mới" và được ca sĩ Mark Bernes để ý. Sau đó Mark Bernes đã nhờ nhạc sĩ Yan Frenkel viết nhạc cho bài hát này. Hai tháng sau bài hát mới được viết xong, được thu âm và trở thành một bài hát nổi tiếng qua sự thể hiện của Mark Bernes.
Bài hát này sau được nhiều ca sĩ khác thể hiện thành công.
Sau khi bài hát "Đàn sếu" ra đời, rất nhiều nơi ở Liên Xô người ta dựng những đài tưởng niệm mà trung tâm là bức ảnh đàn sếu đang bay. "Đàn sếu" từ bài hát đã trở thành hình tượng về những người đã sinh trong cuộc chiến tranh Vệ quốc vĩ đại.

## Bản dịch lời thơ sang tiếng Việt
| Đàn sếu Tôi cứ ngỡ biết bao người lính trẻ Từ chiến trường xưa đẫm máu không về Không phải họ nằm yên trong đất mẹ Mà hóa thành sếu trắng giữa trời kia. Sếu vẫn bay như thế tự ngày xưa Bay đến bây giờ, và cất tiếng gọi. Có phải thế mà ta thường buồn bã Rồi lặng im, ngó vào giữa trời xa? Và hôm nay đây, trong buổi chiều tà Tôi nhìn thấy trong màn sương đàn sếu Sải cánh bay theo đội hình chiến đấu Như ngày nào giàn trận giữa đồng xa. Sếu vẫn bay trên những chặng đường xa Và cất tiếng gọi những tên ai đấy Vì thế chăng mà tiếng kêu đàn sếu Tự bao đời giống với tiếng Avar? Đội hình bay mệt mỏi giữa bầu trời Trong màn sương, buổi hoàng hôn ráng đỏ Trong đội hình kia hãy còn khoảng nhỏ Có thể là đấy chỗ để dành tôi! Rồi sẽ đến một ngày, tôi sẽ bơi Cùng đàn sếu trong màn sương như vậy Bằng giọng sếu, giữa trời cất tiếng gọi Tất cả những ai còn sống trên đời. Bản dịch của Hồ Thượng Tuy | Журавли Мне кажется порою, что солдаты, С кровавых не пришедшие полей, Не в землю эту полегли когда-то, А превратились в белых журавлей. Они до сей поры с времен тех дальних Летят и подают нам голоса. Не потому ль так часто и печально Мы замолкаем, глядя в небеса? Сегодня, предвечернею порою, Я вижу, как в тумане журавли Летят своим определенным строем, Как по полям людьми они брели. Они летят, свершают путь свой длинный И выкликают чьи-то имена. Не потому ли с кличем журавлиным От века речь аварская сходна? Летит, летит по небу клин усталый - Летит в тумане на исходе дня, И в том строю есть промежуток малый - Быть может, это место для меня! Настанет день, и с журавлиной стаей Я поплыву в такой же сизой мгле, Из-под небес по-птичьи окликая Всех вас, кого оставил на земле. |